# Julträskmasten
Julträskmasten (även kallad Akkanålkemasten) är en 323 meter hög TV- och radiomast belägen på fjället Akkanålke utanför Arvidsjaur. Masten är en av få i Sverige att ha Kathreins nyaste generation av TV-sändare, tillsammans med bland annat Åsmasten, Nackamasten, Blåbärskullenmasten och tv-masten på Bryggareberget i Karlskrona.
Masten är landets nionde högsta TV-mast tillsammans med Vännäsmasten, Lockhyttanmasten och Brickanmasten.